# Unité urbaine de Bezouce
L'unité urbaine de Bezouce est une unité urbaine française centrée sur Saint-Gervasy. 

## Données générales
En 2020, selon l'Insee, l'unité urbaine de Bezouce est composée de trois communes, toutes situées dans l'arrondissement de Nimes, subdivision administrative du département du Gard.
L'unité urbaine de Bezouce est un pôle urbain de l'aire urbaine de Nîmes. 

## Délimitation de l'unité urbaine de 2020
En 2020, l'INSEE a procédé à une révision des délimitations des unités urbaines de la France l'unité urbaine de Saint-Gervasy est absorbé par celle de Bezouce et est composée de trois communes. 

### Communes
Liste des communes appartenant à l'unité urbaine de Bezouce selon la nouvelle délimitation de 2010 et sa population municipale en 2010 (liste établie par ordre alphabétique) :
| Nom           | Code Insee | Département | Statut       | Superficie (km2) | Population (dernière pop. légale) | Densité (hab./km2) | Modifier                                    |
| ------------- | ---------- | ----------- | ------------ | ---------------- | --------------------------------- | ------------------ | ------------------------------------------- |
| Bezouce       | 30039      | Gard        | ville-centre | 12,29            | 2 341 (2022)                      | 190                | modifier les données · modifier les données |
| Cabrières     | 30057      | Gard        | ville-centre | 14,76            | 1 781 (2022)                      | 121                | modifier les données · modifier les données |
| Saint-Gervasy | 30257      | Gard        | ville-centre | 6,93             | 1 990 (2022)                      | 287                | modifier les données · modifier les données |

## Évolution démographique
L'évolution démographique ci-dessous concerne l'unité urbaine selon le périmètre défini en 2020.
| 1968  | 1975  | 1982  | 1990  | 1999  | 2008  | 2013  | 2018  | 2022  |
| ----- | ----- | ----- | ----- | ----- | ----- | ----- | ----- | ----- |
| 1 412 | 1 629 | 2 641 | 3 742 | 4 543 | 5 065 | 5 533 | 5 886 | 6 112 |

## Sources
1. ↑  Unité urbaine 2020 de Bezouce
2. ↑  Unité urbaine de Bezouce selon le nouveau zonage de 2020
3. ↑  https://www.insee.fr/fr/statistiques/2011101?geo=UU2020-30205